# Minion
Minion är ett seriff-typsnitt (-teckensnitt) skapat av Robert Slimbach för Adobe Systems 1992, med inspiration ifrån de äldre renässansantikvorna.
Typsnittet, som lämpar sig mycket väl i brödtext, kom först i PostScript Type 1-format men finns nu även i OpenType-format.
Expertversionen Minion Pro är rikt utrustat med bland annat variantbokstäver, kapitäler, en mängd ligaturer, samt versala och gemena siffror. Teckenuppsättningen omfattar även grekiska och kyrilliska, dessutom finns en mängd olika gradanpassade skärningar.